# The Fray
The Fray – amerykański zespół rockowy, powstały w 2002 roku. Liczy 4 członków i wywodzi się z Denver. Został założony przez szkolnych przyjaciół, Isaaca Slade’a i Joe Kinga. W 2005 roku ukazał się debiutancki album grupy, How to Save a Life, który pokrył się podwójną platyną w Stanach Zjednoczonych oraz platyną w Australii i Nowej Zelandii. Piosenka „How to Save a Life” z tej właśnie płyty przyniosła The Fray niespodziewanie duży sukces, plasując się w czołowej trójce Billboard Hot 100, a także w pierwszej piątce w Kanadzie, Australii, Szwecji, Irlandii oraz Wielkiej Brytanii. Kolejny sukces przyniósł zespołowi utwór „Over My Head (Cable Car)”, który przez kilka tygodni utrzymywał się w czołowej dziesiątce notowań w Stanach Zjednoczonych i Kanadzie. W 2008 roku The Fray został ambasadorem założonej przez VH1 fundacji Save the Music.

## Historia

### Twórczość
Zespół powstał w 2002 roku, a w jego skład wchodzą obecnie: Isaac Slade (wokal i pianino), Joe King (gitara i wokal), Dave Welsh (gitara) i Ben Wysocki (bębny i perkusja). Mimo iż The Fray nie ma oficjalnego gitarzysty, to od marca 2007 roku rolę tę pełni Dan Lavery z rockowej grupy Tonic. Jako gitarzysta basowy, od 2005 roku do lutego 2007 roku, występował Jimmy Stofer, członek zespołów Dualistics oraz The Commentary.
Podczas gdy wielu krytyków porównuje The Fray do Coldplay, członkowie grupy przyznają, że ich muzycznymi autorytetami są U2, Better Than Ezra i Counting Crows. Pojawiały się również stwierdzenia, iż zespół gra chrześcijańskiego rocka, czemu jednak grupa zaprzeczyła.

### Początki grupy
Wiosną 2002 roku szkolni przyjaciele Isaac Slade i Joe King rozpoczęli granie w lokalnym Guitar Center. Z czasem zaczęli urządzać regularne sesje, podczas których tworzyli piosenki, łącząc style U2 oraz Counting Crows. Do Slade’a i Kinga dołączyli następnie Zach Johnson i Caleb, brat Slade’a. Caleb był pierwszym i jedynym oficjalnym gitarzystą basowym w historii zespołu, aż do czasu, kiedy postanowił go opuścić, co spowodowane było nieporozumieniami między braćmi. Sytuacja ta stała się inspiracją do stworzenia utworu „Over My Head (Cable Car)”. Nieco później, idąc w ślady Caleba, z grupą pożegnał się Johnson, który zajął się nauką w Nowym Jorku. Po odejściu Zacha i Caleba do The Fray dołączyli Ben Wysocki oraz Dave Welsh.
W 2002 roku ukazało się pierwsze, złożone z 4 piosenek EP grupy, Movement EP. Wydane zostało jednak w bardzo małym nakładzie i obecnie nie jest dostępne w sprzedaży. Rok później The Fray wydał kolejne EP, Reason EP. Z tego albumu pochodził pierwszy singel zespołu, „Cable Car”, który miał swoją premierę w stacji radiowej KTCL. Piosenka okazała się jedną z najczęściej granych przez to właśnie radio w 2004 roku, co przyczyniło się do wzrostu popularności grupy w lokalnym środowisku.
Pod koniec 2003 roku The Fray został wybrany najlepszym debiutującym zespołem przez magazyn muzyczny Westword. Wyróżnienie to spowodowało, że grupą zainteresowała się wytwórnia Epic Records. 17 grudnia 2004 roku zespół podpisał z nią umowę, a niecały rok później Epic wydała pierwszy album The Fray, How to Save a Life, który odniósł niespodziewanie duży sukces. Pod koniec 2005 roku piosenka „Cable Car” pod tytułem zmienionym na „Over My Head (Cable Car)” stała się najczęściej granym utworem roku stacji KTCL. Ukazała się ona również na soundtracku filmu Niewidzialny.
The Fray stanowił support podczas dziesięciu koncertów zespołu Weezer, a także dwunastu Bena Foldsa. W styczniu 2006 roku grupa, we współpracy z Matem Kearneyem i Carym Brothersem, rozpoczęła własną trasę koncertową.

## Członkowie

### Aktualni członkowie
- Isaac Slade – wokal, pianino/fortepian/instrumenty klawiszowe, wokal poboczny w „Without Reason”, „It’s For You”, „Where You Want To”, „Heaven Forbid”, „Uncertainty”, „Ungodly Hour” i „Dixie” (2002–obecnie)
- David „Dave” Welsh – gitara (2003–obecnie)
- Joe King – gitara rytmiczna, wokal poboczny, wokal główny w „Without Reason”, „It’s For You”, „Where You Want To”, „Heaven Forbid”, „Uncertainty”, „Ungodly Hour” i „Dixie” (2002–obecnie)
- Ben Wysocki – bębny, perkusja (2003–obecnie)

### Byli członkowie
- Dan Battenhouse – gitara basowa, wokal poboczny (2002–2004)
- Zach Johnson – bębny, perkusja (2002–2003)
- Dave Hedin – gitara basowa (2004)
- Caleb Slade – gitara basowa, wokal poboczny (2002)
- Mike Ayars – gitara (2002–2003)
- Alex Cooksey – pianino/fortepian/instrumenty klawiszowe (2002–2008)

## Dyskografia

### Albumy studyjne
| Rok  | Album                                                           | Najwyższa pozycja | Najwyższa pozycja | Najwyższa pozycja | Najwyższa pozycja | Najwyższa pozycja | Certyfikat                                                                      |
| Rok  | Album                                                           | Stany Zjednoczone | Kanada            | Wielka Brytania   | Australia         | Nowa Zelandia     | Certyfikat                                                                      |
| ---- | --------------------------------------------------------------- | ----------------- | ----------------- | ----------------- | ----------------- | ----------------- | ------------------------------------------------------------------------------- |
| 2005 | How to Save a Life - Wydany: 13 września 2005 - Wytwórnia: Epic | 14                | 9                 | 4                 | 1                 | 2                 | - Stany Zjednoczone: 2× Platyna - Wielka Brytania: Platyna - Australia: Platyna |
| 2009 | The Fray - Wydany: 3 lutego 2009 - Wytwórnia: Epic              | 1                 | 2                 | 8                 | 3                 | 19                | - Stany Zjednoczone: Złoto - Australia: Złoto                                   |
| 2012 | Scars & Stories - Wydany: 7 lutego 2012 - Wytwórnia: Epic       | 4                 | 6                 | 44                | –                 | 18                |                                                                                 |

### EP
| Rok  | Album       | Wytwórnia              |
| ---- | ----------- | ---------------------- |
| 2002 | Movement EP | wydawnictwo niezależne |
| 2003 | Reason EP   | wydawnictwo niezależne |
| 2007 | Reason EP   | Epic                   |

### Albumy live
| Rok  | Album                                       | Wytwórnia |
| ---- | ------------------------------------------- | --------- |
| 2006 | Live at the Electric Factory: Bootleg No. 1 | Epic      |
| 2007 | Acoustic in Nashville: Bootleg No. 2        | Epic      |
| 2009 | The Fray: Live from SoHo                    | iTunes    |

### Single
| Rok                                        | Singel                     | Najwyższa pozycja | Najwyższa pozycja | Najwyższa pozycja | Najwyższa pozycja | Najwyższa pozycja | Najwyższa pozycja | Najwyższa pozycja | Najwyższa pozycja | Najwyższa pozycja | Album                |
| Rok                                        | Singel                     | Stany Zjednoczone | Pop               | MRC               | AC                | Adult             | Wielka Brytania   | Kanada            | Nowa Zelandia     | Australia         | Album                |
| ------------------------------------------ | -------------------------- | ----------------- | ----------------- | ----------------- | ----------------- | ----------------- | ----------------- | ----------------- | ----------------- | ----------------- | -------------------- |
| 2006                                       | „Over My Head (Cable Car)” | 8                 | 8                 | 37                | 15                | 2                 | 19                | 11                | 25                | 22                | How to Save a Life   |
| 2006                                       | „How to Save a Life”       | 3                 | 4                 | 31                | 1                 | 1                 | 4                 | 1                 | 7                 | 2                 | How to Save a Life   |
| 2007                                       | „Look After You”           | 59                | 49                | –                 | 11                | 12                | –                 | –                 | –                 | –                 | How to Save a Life   |
| 2007                                       | „All at Once”              | –                 | –                 | –                 | –                 | 20                | 175               | –                 | –                 | –                 | How to Save a Life   |
| 2008                                       | „You Found Me”             | 7                 | 7                 | 38                | 9                 | 1                 | 35                | 12                | 19                | 1                 | The Fray             |
| 2009                                       | „Never Say Never”          | 32                | 17                | –                 | –                 | 10                | 87                | 51                | –                 | 38                | The Fray             |
| 2009                                       | „Heartless”                | 79                | –                 | 25                | –                 | –                 | –                 | –                 | –                 | –                 | piosenka niealbumowa |
| „–” Piosenki nie zajęły miejsc na listach. |                            |                   |                   |                   |                   |                   |                   |                   |                   |                   |                      |

### Inne piosenki na listach
| Rok                                        | Piosenka                   | Najwyższa pozycja | Najwyższa pozycja | Album                |
| Rok                                        | Piosenka                   | Stany Zjednoczone | Pop               | Album                |
| ------------------------------------------ | -------------------------- | ----------------- | ----------------- | -------------------- |
| 2006                                       | „Happy Xmas (War Is Over)” | 50                | 41                | piosenka niealbumowa |
| 2009                                       | „Absolute”                 | 70                | –                 | The Fray             |
| 2009                                       | „Syndicate”                | 109               | –                 | The Fray             |
| „–” Piosenki nie zajęły miejsc na listach. |                            |                   |                   |                      |